# Idaea barbalis
Idaea barbalis är en fjärilsart som beskrevs av Guérin-meneville 1818. Idaea barbalis ingår i släktet Idaea och familjen mätare. Inga underarter finns listade i Catalogue of Life.